# Kissinger Sommer
Der Kissinger Sommer ist ein jährlich stattfindendes internationales Musikfestival in Bad Kissingen.

## Geschichte

### Anfangsjahre
Das Festival findet seit 1986 von Mitte Juni bis Mitte Juli statt. Da Bad Kissingen damals nahe an der Grenze zur DDR lag, legte das Festival in den Anfangsjahren seinen Schwerpunkt auf die Festigung der kulturellen Verbindungen zwischen Ost- und Westeuropa. Jedes Jahr war ein osteuropäisches Land Partner des Festivals, beginnend mit Ungarn im Jahr 1986. Polen, die Tschechoslowakei und die Sowjetunion folgten. So wurde das Festival zu einem Ort der Begegnung mit Künstlern aus West und Ost, vor allem aus den jeweiligen Partnerländern und Ostdeutschland. Unter den Künstlern der ersten Jahre waren Ludwig Güttler, Dmitri Sitkowetski, Boris Pergamenschikow und Swjatoslaw Richter. Nach dem Fall des eisernen Vorhangs erweiterte sich das Spektrum des Festivals. Die Partnerländer kamen nun aus ganz Europa, hinzu kamen Nordamerika und China.
Das Programm umfasst Barockmusik, Klassik, Romantik und Moderne, Kammermusik und Vokalmusik. Einerseits gibt es Auftritte international bekannter Künstler. Zu den bereits aufgetretenen Interpreten zählen die Sängerin Cecilia Bartoli, der Countertenor Philippe Jaroussky, die Pianisten Lang Lang, Jewgeni Kissin, Arcadi Volodos, Grigori Sokolow, Jean-Yves Thibaudet und Lars Vogt. Andererseits treten auch junge Künstler auf, für die der Kissinger Sommer oft ein Sprungbrett am Beginn ihrer Karriere wurde. Darunter waren bislang unter anderem David Garrett, Igor Levit und Diana Damrau.

### Zeitgenössische Musik
Das Festival bietet seit seinen Anfangsjahren auch ein Podium für zeitgenössische Komponisten wie Alfred Schnittke, Sofia Gubaidulina, Edison Denissow oder Aribert Reimann, Wolfgang Rihm, Peter Ruzicka und Udo Zimmermann. Es wurden auch Werke von Jean Françaix (Dixtuor im Jahr 1987), Krzysztof Penderecki (Sinfonietta Nr. 2 im Jahr 1994) und Fazil Say (Sonata für Klarinette und Klavier, op. 42, im Jahr 2012) uraufgeführt. Seit 2006 gibt es in der „Bad Kissinger Liederwerkstatt“ Konzerte mit Uraufführungen, die von zeitgenössischen Komponisten mit den jeweiligen Interpreten speziell für den Kissinger Sommer erarbeitet werden. Bis zum Jahr 2018 waren so im Rahmen der Liederwerkstatt bereits rund 80 Uraufführungen zusammengekommen. Uraufführungen gibt es aber weiterhin auch außerhalb der Liederwerkstatt, so 2018 das Konzert Nr. 1 für Violine und Orchester von Gediminas Gelgotas und 2019 eine Neufassung der Oper „Orfeo ed Euridice“ von Damian Scholl.

### Intendanten
Seit seiner Gründung wurde das Festival über 30 Jahre lang von Intendantin Kari Kahl-Wolfsjäger geleitet. Sie beendete ihre Tätigkeit mit dem Kissinger Sommer 2016.
Im April 2015 berief der Stadtrat von Bad Kissingen Tilman Schlömp, zuvor Leiter des Künstlerischen Betriebs beim Beethovenfest Bonn, zum Nachfolger von Kahl-Wolfsjäger ab dem Veranstaltungsjahr 2017. Er ersetzte das Konzept der Partnerländer durch Schwerpunktthemen, beginnend 2017 mit dem Schwerpunkt „1830 – Romantische Revolution“. Der Kissinger Sommer 2018 stand unter dem Motto „1918 – Aufbruch in die Moderne“. Im Sommer 2019 wurden Konzerte dem Thema „1762 – nach der Natur gemalt“ gewidmet. Außerdem führte Schlömp neue Formate ein, darunter die Institution eines festen Festivalorchesters. Der Kissinger Sommer 2020 zum Thema „1770-1827 Beethoven-Metamorphosen“ musste wegen der Corona-Pandemie ausfallen. Allerdings gab es im Herbst 2020 eine Kurzfassung mit sechs Konzerten. Mit dem Kissinger Sommer 2021 (Motto: „Fin de de Siècle – Erinnerungen an eine Epoche“) lief Schlömps Vertrag aus.
Zu Schlömps Nachfolger ab dem Veranstaltungsjahr 2022 wurde Alexander Steinbeis berufen, der zuvor Orchesterdirektor des DSO Berlin war. Als Schwerpunkt seiner ersten Spielzeit wählte er unter dem Titel „Wien. Budapest. Prag. Bad Kissingen“ die kulturellen Verbindungen zwischen Bad Kissingen und den Ländern der Habsburger Monarchie. Unter dem Motto „La Dolce Vita“ folgten 2023 das Thema Bad Kissingen und Italien, sowie 2024 unter dem Titel „Ich hab noch einen Koffer in...“ das Thema Bad Kissingen und Berlin. Um neue Besuchergruppen zu erschließen, führte Steinbeis kostenlose Prélude-Konzerte unter freiem Himmel an wechselnden Orten ein und machte vermehrt Konzerte auch im Internet verfügbar. Neu eingeführt wurde auch ein „Symphonic Mob“, bei dem Profi-Orchester zusammen mit Laien musizieren. Den Auftakt machte 2022 das hr-Sinfonieorchester mit dem Dirigenten Alain Altinoglu. Es folgten „Symphonic Mobs“ mit dem Deutschen Symphonie-Orchester Berlin und Dirigent Kent Nagano im Jahr 2023 sowie dem BBC Symphony Orchestra und Dirigent Sakari Oramo 2024.

### Spielorte
Die Konzerte finden in den Sälen des Regentenbaus und im Kurtheater Bad Kissingen sowie an Spielorten in der Umgebung statt, wie z. B. der Stadtpfarrkirche in Hammelburg, im Kursaal von Bad Brückenau oder im Kloster Maria Bildhausen. Im Jahr 2015 kamen zu den rund 50 Konzerten mehr als 25.000 Besucher. Für 2016 wird die Zahl der Besucher mit knapp unter 30 000 angegeben.

### Artists in Residence
Artists in Residence waren bislang unter anderem Ning Feng und Igor Levit (2014), Daniil Trifonov (2016), Patricia Kopatchinskaja und Vesselina Kasarova (2017), Sol Gabetta (2018) und Julia Lezhneva (2019). Von 2017 bis 2021 wurde die Deutsche Kammerphilharmonie Bremen zum Festivalorchester berufen.

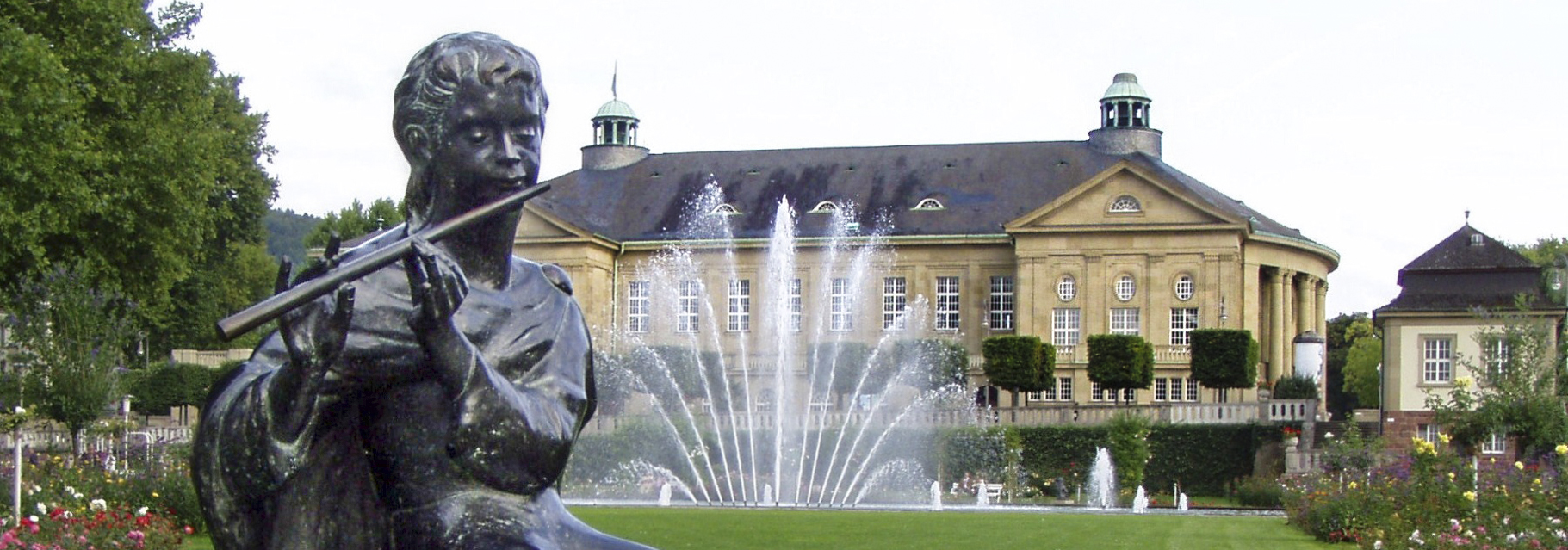
Der Konzertsaal „Regentenbau“ ist einer der Hauptveranstaltungsorte des Kissinger Sommers und Winterzaubers

## Luitpoldpreis
Alljährlich vergibt der am 24. Januar 1992 gegründete Förderverein Kissinger Sommer – nach 20-jährigem Bestehen mit über 1.100 Mitgliedern der größte Sponsor des Musikfestivals – den mit 5.000 Euro dotierten Luitpoldpreis. Dieser Förderpreis ist nach dem Prinzregenten Luitpold von Bayern benannt, dem Bauherrn des Bad Kissinger Festspielhauses Regentenbau, und wird seit 1999 von einer aus Fachleuten und Laien gemischt besetzten Jury an jenen jungen Künstler vergeben, der im jeweiligen Sommerfestival besonders positiv auffiel.
Zu diesen Preisträgern gehörten bisher:
- 1999 – Nikolaj Znaider, Geige[40]
- 2000 – Alisa Weilerstein, Cello[41]
- 2001 – Jochen Kupfer, Bariton[42]
- 2002 – Isa Katharina Gericke, Sopran
- 2003 – Baiba Skride, Violine
- 2004 – Jan Kobow, Tenor[43]
- 2005 – Mojca Erdmann, Sopran[44]
- 2006 – Peter Ovtcharov, Piano
- 2007 – Tine Thing Helseth, Trompete[45]
- 2008 – David Lomeli, Tenor[46]
- 2009 – Igor Levit, Piano[47]
- 2010 – Kejia Xiong, Tenor[48]
- 2011 – Anna Lucia Richter, Sopran[49]
- 2012 – Dmitry Korchak, Tenor[50]
- 2013 – Julia Novikova, Sopran
- 2013 – Konstantin Shamray, Piano[51]
- 2014 – Kian Soltani, Cello[52]
- 2015 – Sung Min Song, Tenor[53]
- 2016 – Andrei Ioniță, Cello[54]
- 2017 – Julian Trevelyan, Piano[55]
- 2018 – Sheva Tehoval, Sopran[56]
- 2019 – Julian Habermann, Tenor[57]
- 2021 – Sarah Aristidou, Sopran[58]
- 2022 – Lucas und Arthur Jussen, Klavier[59]
- 2023 – María Dueñas, Geige[60]
- 2024 – Timothy Ridout, Bratsche[61]
- 2025 – Jérémie Moreau, Klavier[62][63]

## Kissinger Klavierolymp
Verbunden mit dem Kissinger Sommer ist der Kissinger KlavierOlymp, ein Wettbewerb junger Pianisten im Herbst, der seit 2003 stattfindet. Der Preis für die Sieger ist ein Auftritt beim Kissinger Sommer. Zu den Preisträgern gehörten bisher unter anderem Martin Helmchen, Igor Levit, Alice Sara Ott, Herbert Schuch, Kit Armstrong, Olga Scheps und Behzod Abduraimov.